# Gustav Frölich (Architekt)
Gustav Robert Frölich (* 25. März 1858 in Cilli, Österreich-Ungarn; † 18. März 1933 in Dresden) war ein in Sachsen tätiger österreichisch-deutscher Architekt und Hofoberbaurat. Er machte sich zusammen mit Gustav Dunger (1845–1920) besonders um den tiefgreifenden Neorenaissance-Umbau des Dresdner Residenzschlosses verdient.

## Leben
Der im damals steirischen Cilli geborene Frölich besuchte zunächst die Baugewerkschule in Dresden. Von 1878 bis 1881 studierte er an der Dresdner Kunstakademie, unter anderem bei dem Architekten Hermann Nicolai.
Nach dem Studium wurde er im Hofbauamt als Hofbauinspekteur angestellt, wo er zunächst unter dem 13 Jahre älteren Hofbaumeister Gustav Dunger kleinere Entwürfe ausführte. Zu einer nahezu gleichberechtigten Zusammenarbeit der beiden kam es beim Umbau des Dresdner Residenzschlosses ab 1889. In diesem Jahr jährte sich zum 800. Mal die Belehnung des Hauses Wettin mit der Mark Meißen, was für den sächsischen Staat Anlass zur Freigabe von Finanzmitteln zum Schlossumbau war.
Die zum Teil recht einfachen Fassaden wurden durch Zwerchhäuser, Balkone und Ecktürme aufgewertet. Alle diese Bauelemente erhielt auch das Georgentor, in welchem darüber hinaus noch das Reiterstandbild Herzog Georgs des Bärtigen vom Bildhauer Christian Behrens angebracht wurde. Das Schloss erhielt einen neuen Südflügel und eine kupferverkleidete Verbindungsbrücke zur Hofkirche. Letztere ging insbesondere auf Frölich zurück, der in künstlerischer Hinsicht Dunger inzwischen weit übertraf.
Im Weiteren arbeitete Frölich vor allem für das sächsische Königshaus sowie sächsische Schlösser. 1898 wurde er zum Hofarchitekten, 1901 zum Hofbaurat und 1910 zum Hofoberbaurat ernannt. 1919 ging er in den Ruhestand.

## Bauten und Entwürfe (Auswahl)
- 1889–1901 Umbau des Dresdner Residenzschlosses
- 1896/1897 Umbau der Brühlschen Bibliothek zur Sekundogenitur Dresden
- 1897 Erweiterung der Königsvilla in Dresden-Strehlen (1945 zerstört)
- 1897 Königlicher Bahnhof in Dresden-Strehlen
- 1897 Brücke zwischen Schloss und Dresdner Hofkirche
- 1902 Gelbes Teezimmer im Wasserpalais des Schlosses Pillnitz
- 1902, 1904 und 1907 Entwürfe der Särge für König Albert, König Georg und Königin Carola in der Gruft der Hofkirche Dresden
- 1905–1909 Wiederaufbau des abgebrannten Schlosses Lichtenwalde bei Chemnitz
- 1909 Innengestaltung des Schlosses Zschorna
- 1909–1913 Erweiterung und Ausbau am Schloss Waldenburg

## Trivia
In Aphorismen-Websites findet sich der bemerkenswerte Satz Gustav Frölichs: „Die Familie ist die pädagogische Urstiftung“.